# Herb Kostrzyna
Herb Kostrzyna – jeden z symboli miasta Kostrzyn i gminy Kostrzyn w postaci herbu.

## Wygląd i symbolika
Herb przedstawia wizerunek dwóch ukośnie skrzyżowanych mieczy rękojeściami do góry. Między nimi znajdują się z prawej i lewej strony dwa półksiężyce zwrócone rogami do siebie. U dołu i góry znajdują się dwie gwiazdy o sześciu ramionach. Rękojeści mieczy i półksiężyce są barwy żółtej, natomiast ostrza mieczy i gwiazdy są barwy białej. 
Dwa miecze symbolizowały w średniowieczu władzę świecką i duchową.

## Historia
W 1251 r. książę Przemysł I nadał Kostrzynowi prawa miejskie, ale najstarszy zachowany wizerunek herbowy widniał na miejskiej pieczęci na dokumencie z 1565 roku. Herb został zatwierdzony Uchwałą Rady Miejskiej Gminy Kostrzyn 16 kwietnia 1996 roku.